# Nizina Abyjska
Nizina Abyjska (ros. Абыйская Низменность) – nizina w azjatyckiej części Rosji (Jakucja).
Leży w dorzeczu środkowej Indygirki; rozciąga się na długości ok. 250 km pomiędzy Górami Czerskiego na zachodzie a Płaskowyżem Ałazejskim na wschodzie; od południa ograniczona Górami Momskimi; od północy górami Połousny Kriaż.
Zbudowana z mezozoicznych skał osadowych pokrytych plejstoceńskimi osadami rzecznymi i jeziornymi. Powierzchnia równinna; klimat subpolarny; wieczna zmarzlina w gruncie, występuje lód kopalny. Gleby tundrowe; roślinność tundrowa, miejscami rzadki las modrzewiowy. Gęsta sieć rzeczna (główne rzeki: Indygirka, Ujandina, Selenniach, Badiaricha); liczne jeziora; rozległe bagna.
Słabo zaludniona, główne miejscowości: Abyj, Biełaja Gora.